# Béséléel

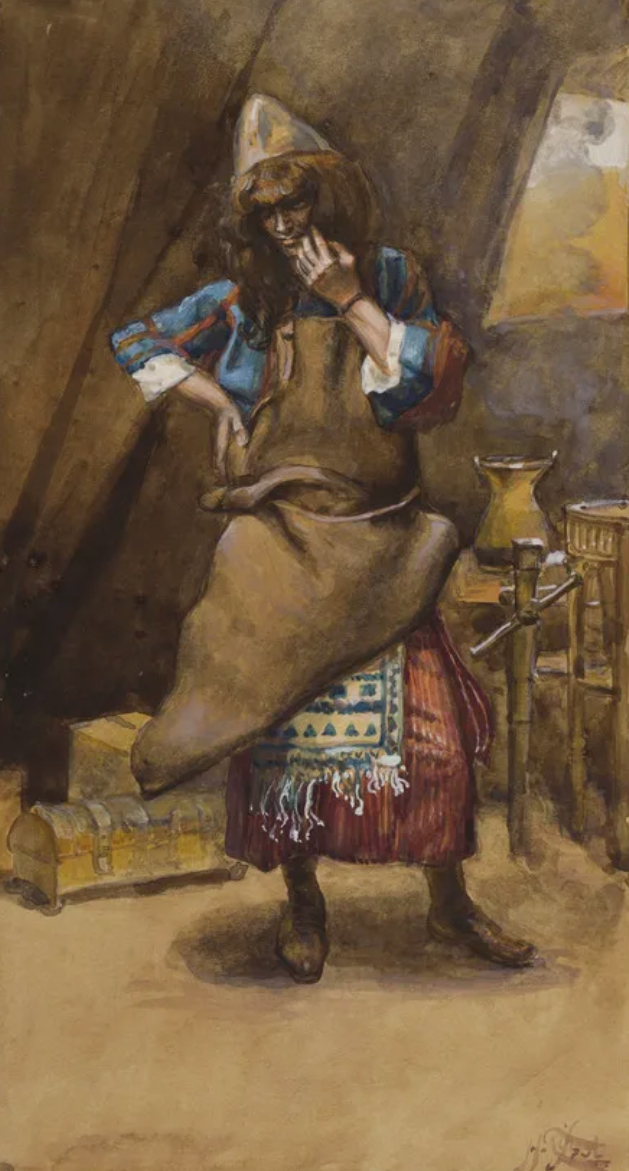
Peinture de James Tissot représentant Bezalel (circa 1896).

Béséléel (en hébreu בְּצַלְאֵל (Bĕṣalʾēl), en grec Βεσελεὴλ (Beseleēl), également transcrit Bezalel, Betsalel ou Beçaleel) est un personnage biblique du livre de l'Exode (31:1-6). Il est l'architecte en chef du tabernacle, désigné directement par Dieu à Moïse. Son nom apparaît également dans les listes généalogiques des Chroniques. Il y est mentionné comme fils d'Uri (Exode 31:1) lui-même fils de Hur, de la tribu de Juda (Chroniques I 2:18, 19, 20, 50). Son nom signifiant « à l'ombre [sous la protection] de Dieu ».
Selon le Pentecôtisme, il est considéré comme l'un des premiers hommes à avoir rencontré une manifestation du Saint-Esprit.
L'École des beaux-arts de Bezalel en Israël doit son nom à Betsalel fils d'Uri.

## Source
- L'Ancien Testament, Livre de l'Exode (Ex 31, 1-5, et 35, 30–35)